# Hroðr
Dans la mythologie nordique, Hroðr est une géante, proche des Ases et épouse d'Hymir. Selon le poème éddique Hymiskviða, elle est la mère du dieu Týr.